# Gahorera
Gahorera är ett vattendrag i Burundi.   Det ligger i provinsen Gitega, i den centrala delen av landet, 70 kilometer sydost om huvudstaden Bujumbura.
Omgivningarna runt Gahorera är en mosaik av jordbruksmark och naturlig växtlighet. Runt Gahorera är det tätbefolkat, med 286 invånare per kvadratkilometer.